# Amethicium
Amethicium is een monotypisch geslacht in de orde Polyporales. Het bevat alleen Amethicium rimosum.